# سامو عمورودیون
سامو عمورودیون (انگلیسی: Samu Omorodion؛ زادهٔ ۵ مهٔ ۲۰۰۴) بازیکن فوتبال اهل اسپانیا است. او در پست مهاجم برای تیم پورتو بازی می کند.
وی همچنین در تیم‌های ملی فوتبال زیر ۱۹ سال اسپانیا و زیر ۲۱ سال اسپانیا بازی کرده‌است.